# Kiściec ognisty
Kiściec ognisty (Lophura ignita) – gatunek dużego ptaka z rodziny kurowatych (Phasianidae). W dwóch podgatunkach występuje na Borneo i położonej u wybrzeża Sumatry wyspie Bangka. Na samej Sumatrze, w jej południowo-wschodniej części, występują mieszańce z kiśćcami czerwonogrzbietymi (L. rufa), dawniej uznawanymi za podgatunek ognistych. Gatunek narażony na wyginięcie.

## Taksonomia
Po raz pierwszy gatunek opisał George Shaw w 1798. Holotyp pochodził z południowego Borneo (między miastami Pontianak i Banjarmasin), błędnie wskazano Jawę. Autor nadał nowemu gatunkowi nazwę Phasianus ignitus.
Obecnie (2021) Międzynarodowy Komitet Ornitologiczny umieszcza kiśćca ognistego w rodzaju Lophura. Wyróżnia 4 podgatunki, podobnie jak autorzy Howard and Moore Complete Checklist... (2014) i HBW (1992), jednak ich liczba jest sporna. Na Clements Checklist of Birds of the World (sierpień 2019) znalazły się 3, a na liście ptaków świata opracowywanej we współpracy BirdLife International z autorami HBW (5. wersja online: grudzień 2020) – 2. Obydwa ostatnie autorytety nie uznają L. i. macartneyi (Temminck, 1813). Przedstawiciele tego podgatunku znacznie się od siebie różnią i mogą być mieszańcami kiśćców ognistych podgatunku nominatywnego i kiśćców czerwonogrzbietych (Lophura rufa). Te drugie dawniej uznawano za podgatunek kiśćca ognistego, ale część współczesnych autorów podnosi je do rangi gatunku. W takim ujęciu zostają dwa podgatunki:
- L. i. nobilis (Sclater, 1863)
- L. i. ignita (Shaw, 1798)

Collar i Prys-Jones (2014) potwierdzili pojawiające się już od końca XIX wieku przypuszczenia i uznali L. i. macartneyi za hybrydę. Wśród 12 obejrzanych przez nich okazów muzealnych przypisywanych do tej formy nie było dwóch pasujących do siebie upierzeniem. Jeden miał wygląd mniej więcej pośredni między kiśćcami ognistymi i czerwonogrzbietymi, ale większość prezentowała mniej wyważone cechy. Ponieważ nie ma cech fenotypowych wyróżniających tę formę i pozwalających na jej pewną identyfikację, nie powinna być ona uznana za reprezentującą jakiś takson. Według autorów brak przejściowości między L. rufa i L. ignita, na którą wskazuje różnorodny wygląd mieszańców, potwierdza przy okazji zasadność uznawania każdego z tych kiśćców za osobny gatunek.

### Filogeneza
Poniżej przedstawiono kladogram rodzaju Lophura według Stein et al. (2015):
|  | L. leucomelanos |
|  |                 |
|  | L. nycthemera   |
|  |                 |

|  | L. edwardsi |
|  |             |
|  | L. swinhoii |
|  |             |

|  | L. leucomelanos |
|  |                 |
|  | L. nycthemera   |
|  |                 |

|  | L. edwardsi |
|  |             |
|  | L. swinhoii |
|  |             |

|  | \| \| L. diardi \| \| \| \| \| \| L. ignita \| \| \| \| |
|  |                                                         |
|  | L. inornata                                             |
|  |                                                         |
|  | L. diardi                                               |
|  |                                                         |
|  | L. ignita                                               |
|  |                                                         |

|  | L. diardi |
|  |           |
|  | L. ignita |
|  |           |

|  | \| \| L. diardi \| \| \| \| \| \| L. ignita \| \| \| \| |
|  |                                                         |
|  | L. inornata                                             |
|  |                                                         |
|  | L. diardi                                               |
|  |                                                         |
|  | L. ignita                                               |
|  |                                                         |

|  | L. diardi |
|  |           |
|  | L. ignita |
|  |           |

|  | L. leucomelanos |
|  |                 |
|  | L. nycthemera   |
|  |                 |

|  | L. edwardsi |
|  |             |
|  | L. swinhoii |
|  |             |

|  | L. leucomelanos |
|  |                 |
|  | L. nycthemera   |
|  |                 |

|  | L. edwardsi |
|  |             |
|  | L. swinhoii |
|  |             |

|  | \| \| L. diardi \| \| \| \| \| \| L. ignita \| \| \| \| |
|  |                                                         |
|  | L. inornata                                             |
|  |                                                         |
|  | L. diardi                                               |
|  |                                                         |
|  | L. ignita                                               |
|  |                                                         |

|  | L. diardi |
|  |           |
|  | L. ignita |
|  |           |

|  | \| \| L. diardi \| \| \| \| \| \| L. ignita \| \| \| \| |
|  |                                                         |
|  | L. inornata                                             |
|  |                                                         |
|  | L. diardi                                               |
|  |                                                         |
|  | L. ignita                                               |
|  |                                                         |

|  | L. diardi |
|  |           |
|  | L. ignita |
|  |           |

|  | L. leucomelanos |
|  |                 |
|  | L. nycthemera   |
|  |                 |

|  | L. edwardsi |
|  |             |
|  | L. swinhoii |
|  |             |

|  | L. leucomelanos |
|  |                 |
|  | L. nycthemera   |
|  |                 |

|  | L. edwardsi |
|  |             |
|  | L. swinhoii |
|  |             |

|  | \| \| L. diardi \| \| \| \| \| \| L. ignita \| \| \| \| |
|  |                                                         |
|  | L. inornata                                             |
|  |                                                         |
|  | L. diardi                                               |
|  |                                                         |
|  | L. ignita                                               |
|  |                                                         |

|  | L. diardi |
|  |           |
|  | L. ignita |
|  |           |

|  | \| \| L. diardi \| \| \| \| \| \| L. ignita \| \| \| \| |
|  |                                                         |
|  | L. inornata                                             |
|  |                                                         |
|  | L. diardi                                               |
|  |                                                         |
|  | L. ignita                                               |
|  |                                                         |

|  | L. diardi |
|  |           |
|  | L. ignita |
|  |           |

|  | L. leucomelanos |
|  |                 |
|  | L. nycthemera   |
|  |                 |

|  | L. edwardsi |
|  |             |
|  | L. swinhoii |
|  |             |

|  | L. leucomelanos |
|  |                 |
|  | L. nycthemera   |
|  |                 |

|  | L. edwardsi |
|  |             |
|  | L. swinhoii |
|  |             |

|  | \| \| L. diardi \| \| \| \| \| \| L. ignita \| \| \| \| |
|  |                                                         |
|  | L. inornata                                             |
|  |                                                         |
|  | L. diardi                                               |
|  |                                                         |
|  | L. ignita                                               |
|  |                                                         |

|  | L. diardi |
|  |           |
|  | L. ignita |
|  |           |

|  | \| \| L. diardi \| \| \| \| \| \| L. ignita \| \| \| \| |
|  |                                                         |
|  | L. inornata                                             |
|  |                                                         |
|  | L. diardi                                               |
|  |                                                         |
|  | L. ignita                                               |
|  |                                                         |

|  | L. diardi |
|  |           |
|  | L. ignita |
|  |           |

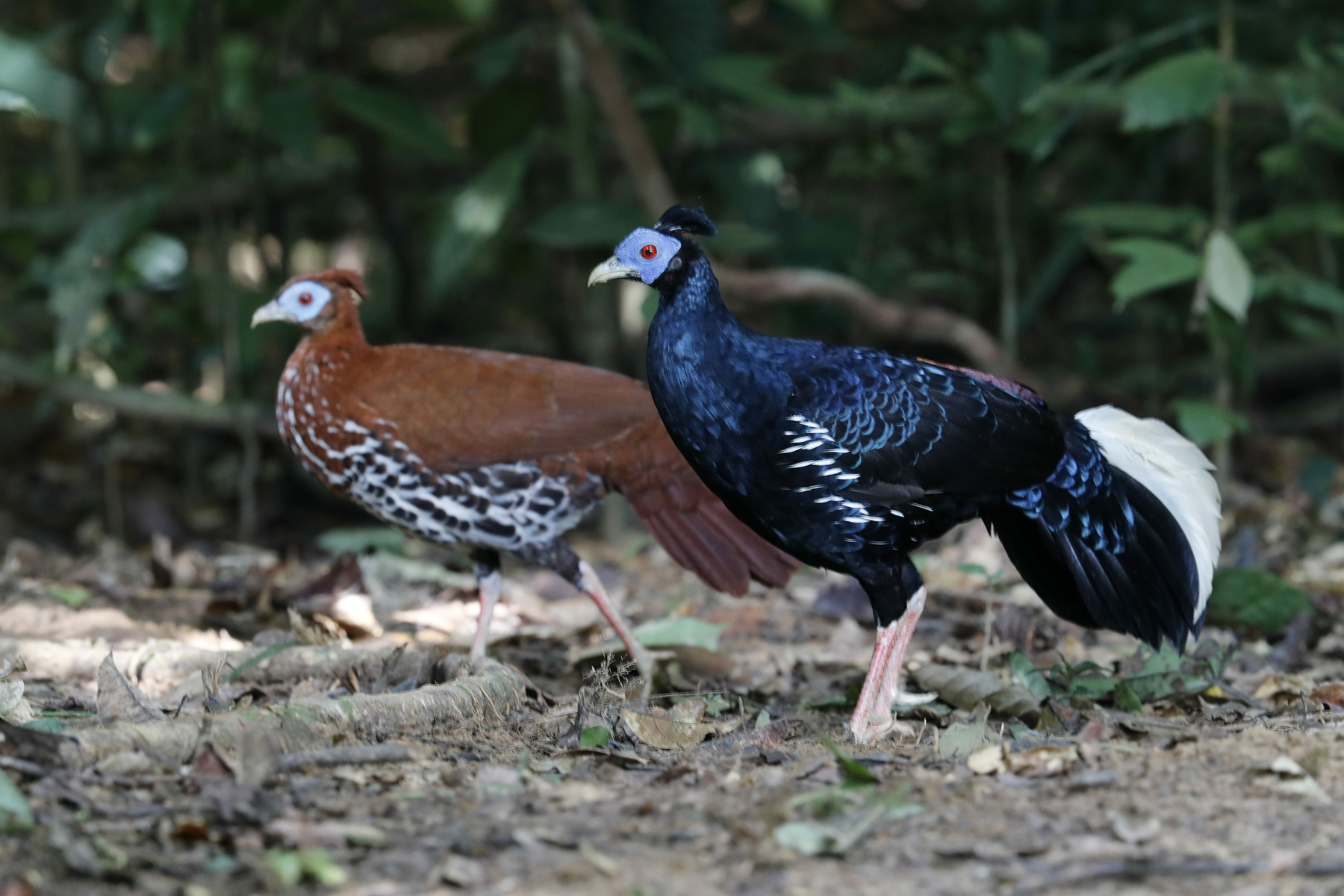
Kiśćce czerwonogrzbiete (samica i samiec) często uznawane za podgatunek kiśćca ognistego

Wskazuje on, że kiściec ognisty jest gatunkiem siostrzanym wobec kiśćca syjamskiego (L. diardi), a te dwa gatunki razem stanowią grupę siostrzaną wobec kiśćca czarnego (L. inornata). Linie rozwojowe L. inornata i L. ignita+L. diardi rozeszły się około 4,86 mln lat temu, a kiściec ognisty i syjamski oddzieliły się blisko 3,0 mln lat temu. Wzajemne relacje tych trzech gatunków przedstawione są tak samo przez Jetz et al. (2012), przy czym moment rozejścia się linii L. inornata i L. ignita+L. diardi oszacowano na 2,41 mln lat temu, a L. ignita i L. diardi – na 1,55 mln lat temu. Hosner et al. (2020) uzyskali nieco inne rezultaty w zależności od metody rekonstrukcji filogenezy, ale według nich albo kiściec ognisty i czarny są grupą siostrzaną wobec syjamskiego, albo kiściec ognisty i syjamski grupą siostrzaną wobec czarnego.
Nie jest do końca pewne to, jak populacje kiśćców ognistych i czerwonogrzbietych były w stanie wejść ze sobą w kontakt w południowo-wschodniej części Sumatry, gdzie występują mieszańce. Mimo że Sumatra i Borneo dzielą historię pod względem biogeograficznym i ostatnio rozdzieliły się 10–12 tysięcy lat temu, to różnice w faunie kształtowały się podczas znacznie dawniejszych okresów odseparowania tych wysp od siebie. Na Bangka u południowo-wschodniego wybrzeża Sumatry występują kiśćce ogniste L. i. ignita. Jedna z hipotez mówi o wprowadzeniu ich tam przez podróżników z Borneo, a dalej na Sumatrę przedostały się za pośrednictwem ludzi lub same. Ma za tym przemawiać brak kiśćców na Belitung, wyspie na wschód od Bangka. Belitung ma jednak znacznie bardziej płaskie ukształtowanie terenu, co mogło sprzyjać rozwojowi rolnictwa i wymarciu lokalnej populacji, jeśli w ogóle istniała. Według Wallace’a Bangka była oddzielona od Sumatry i Borneo, jeszcze zanim te wyspie oddzieliły się od siebie, mogą więc występować tam zwierzęta charakterystyczne dla obydwu. Stąd kiśćce ogniste albo naturalnie dotarły dalej, albo wprowadzili je tam ludzie, być może po przetrzebieniu lokalnej populacji kiśćców czerwonogrzbietych.

## Morfologia
Długość ciała samców wynosi około 65–70 cm, z czego 24–30 cm przypada na ogon, samic – około 56–57 cm, z czego na ogon przypada 15–19 cm. Długość ciała oraz długość ogona u 17 samców i 19 samic wyniosła kolejno 61,1 ± 6,21 cm i 51,0 ± 4,50 cm oraz 24,4 ± 2,67 cm i 18,2 ± 1,41 cm, a długość ostrogi u 16 samców i 19 samic – 29,5 ± 7,04 mm i 1,7 ± 1,00 mm. Masa ciała samców to 1,8–2,6 kg, samic – około 1,6 kg.
Upierzenie samca jest głównie ciemne, niebieskofioletowe – łącznie z kuprem i pokrywami nadogonowymi. Pióra w dolnej części grzbietu wyróżniają się szerokimi połyskliwymi miedzianokasztanowymi obrzeżeniami. Krawędzie piór kupra i pokryw nadogonowych są niebieskie, metalicznie połyskujące. Pokrywy skrzydłowe ciemnoniebieskie z błyszczącymi niebieskimi krawędziami. Lotki również niebieskie, ale mniej jaskrawe, bardziej czarniawe. Niższa część piersi i boki miedzianokasztanowe, tylne partie spodu ciała czarne. Dwie lub trzy środkowe pary sterówek w ciepłym cynamonowopłowym kolorze, zewnętrzne pięć – czarne, niebieskawe. U samicy głowa, szyja i większość górnych partii ciała rudokasztanowa. Pokrywy skrzydłowe i nadogonowe pokryte są drobnymi czarnymi prążkami. Ogon czarniawy, wzdłuż krawędzi sterówek ozdobiony kasztanowymi prążkami. Broda i gardło białawe. Niższa część przodu szyi oraz pierś kasztanowobrązowe z białymi krawędziami, w dolnej części piersi i po bokach ciała kolor ten przechodzi w ciemnobrązowy. Każde z piór w tym obszarze ma białe krawędzie. Okolice kloaki białawe. Dziób białawy, u samic brązowawy u nasady. Tęczówka czerwona. Nogi od białawych (jasnoróżowe lub jasnozielone) po jasnobrązowe (u samic). Wokół oczu znajdują się kobaltowoniebieskie płatki skórne, pokrywające większość boków głowy.

## Zasięg występowania
Przedstawiciele podgatunku L. i. nobilis występują w północnej części Borneo w malezyjskich stanach Sarawak i Sabah. Reprezentanci podgatunku nominatywnego zamieszkują pozostałą część Borneo, czyli należący do Indonezji Kalimantan, oraz wyspę Bangka położoną u południowo-wschodniego wybrzeża Sumatry. Mieszańce kiśćców ognistych i czerwonogrzbietych określane jako „L. i. macartneyi” odnotowywano w południowo-wschodniej części Sumatry, od Palembang na południe po Lampung.

## Ekologia i zachowanie
Na Borneo, a przynajmniej w Kalimantanie, kiściec ognisty uchodzi za specjalistę zamieszkującego nizinne lasy. Górna granica zasięgu występowania nie jest znana. Poziom 1000 m n.p.m. jest podawany w odniesieniu do populacji kiśćców czerwonogrzbietych w źródłach, w których nie został jeszcze całkiem oddzielony od kiśćca ognistego. Inne w odniesieniu do podgatunku nominatywnego wskazuje 600 m n.p.m., kolejne – 1300 m n.p.m. Wymienia również precyzyjniej typy lasów, które mają zamieszkiwać te bażanty – zdominowane przez dwuskrzydlcowate na nizinach i obszarach pagórkowatych, rosnące na aluwiach oraz kerangas. Mają nieco węższe preferencje od kiśćców modrolicych (L. bulweri) i szersze – szczególnie pod względem wysokości n.p.m. – niż kiśćce rdzawogrzbiete (L. (erythrophthalma) pyronota).
Nie wiadomo, czy kiśćce ogniste prowadzą osiadły tryb życia. Obserwacje w dogodnym środowisku bywają dość przypadkowe, co może wskazywać, że przemieszczają się i co kilka dni przebywają w innej części danego terenu. Zwyczaje tych ptaków w naturze słabo poznane, kurowate te są bowiem ostrożne i trzymają się w gęstym podszycie, rzadko dając się zaobserwować wystarczająco długo do prowadzenia dokładnych badań. Ich obecność zdradzają czasem głosy kontaktowe i furkot skrzydeł samców. Zdają się przebywać chętniej w pobliżu rzek i strumieni. Nierzadko przebywają w grupach liczących do 5–6 osobników, w których często – lecz nie zawsze – znajduje się tylko jeden samiec. Kiśćce ogniste żerują w ciągu dnia. Pokarm zbierają lub wygrzebują z ziemi; może być zarówno zwierzęcy, jak i roślinny. Wiadomo, że są to między innymi opadłe figi, ponadto w żołądkach znajdowano liście, nasiona i owady. Poza tym brak pewnych informacji o składzie pożywienia.

### Lęgi
Zniesienia stwierdzano w lipcu i sierpniu w Sabah oraz w lutym i marcu w zachodnim Kalimantanie. Niedawno wyklute pisklęta obserwowano w lipcu, w marcu złapano na fotopułapkę. Dalsze informacje nie zostały podane wraz z lokalizacją lub podgatunkiem, być może odnoszą się do kiśćców czerwonogrzbietych. Okres lęgowy prawdopodobnie trwa od kwietnia do czerwca. System kojarzenia się w naturze nieznany. Jedno odnalezione gniazdo składało się z suchych liści, traw i fragmentów bambusa. W zniesieniu przeważnie od 4 do 8 jaj. Skorupa ma barwę od kremowobiałej po kremowopłową. Ma bardziej zaokrąglony kształt. Wysiadywanie w niewoli trwa około 24 dni.

## Status i zagrożenia
IUCN uznaje kiśćca ognistego za gatunek narażony (VU, Vulnerable) od 2020 (stan w 2021). W latach 2016 i 2014 otrzymał status gatunku bliskiego zagrożenia (NT, Near Threatened), a wcześniej nie był klasyfikowany osobno od kiśćca czerwonogrzbietego. BirdLife International uznaje trend liczebności populacji za spadkowy.
Wylesianie jest jednym z zagrożeń dla kiśćców ognistych i jeszcze do końca 2. dekady XXI wieku było powszechne, postępowało w umiarkowanie gwałtownym tempie. Na podstawie zdjęć satelitarnych oszacowano, że pod koniec 2. dekady XXI wieku odpowiednich dla tych ptaków lasów było o 15% mniej niż trzy pokolenia wcześniej. Nie oceniono jednak stopnia, w jakim lasy zostały zniszczone. Kiśćce ogniste występują częściej w nietkniętych lasach, mimo że tolerują lasy wtórne i plantacje o szczególnych walorach przyrodniczych (ang. High Conservation Value, określane przez Forest Stewardship Council); z drugiej strony, jedno badanie wykazało większe zagęszczenia w lasach poddanych wycince jedno- lub dwukrotnie. Ponadto co najmniej w 2018 nadmierny odłów pozostawał istotnym problemem, a większa część obszaru występowania kiśćca ognistego jest dostępna dla kłusowników. Według BirdLife International (2021) w czasie trwania trzech pokoleń liczebność populacji gatunku zmalała o 30%. Na początku XXI wieku kiściec ognisty uchodził za dosyć pospolitego („reasonably common”).